# Ophioglossolambis digitata
Ophioglossolambis digitata is een slakkensoort uit de familie van de Strombidae. De wetenschappelijke naam van de soort is voor het eerst geldig gepubliceerd in 1811 door Perry.